# Ngựa đảo Cumberland

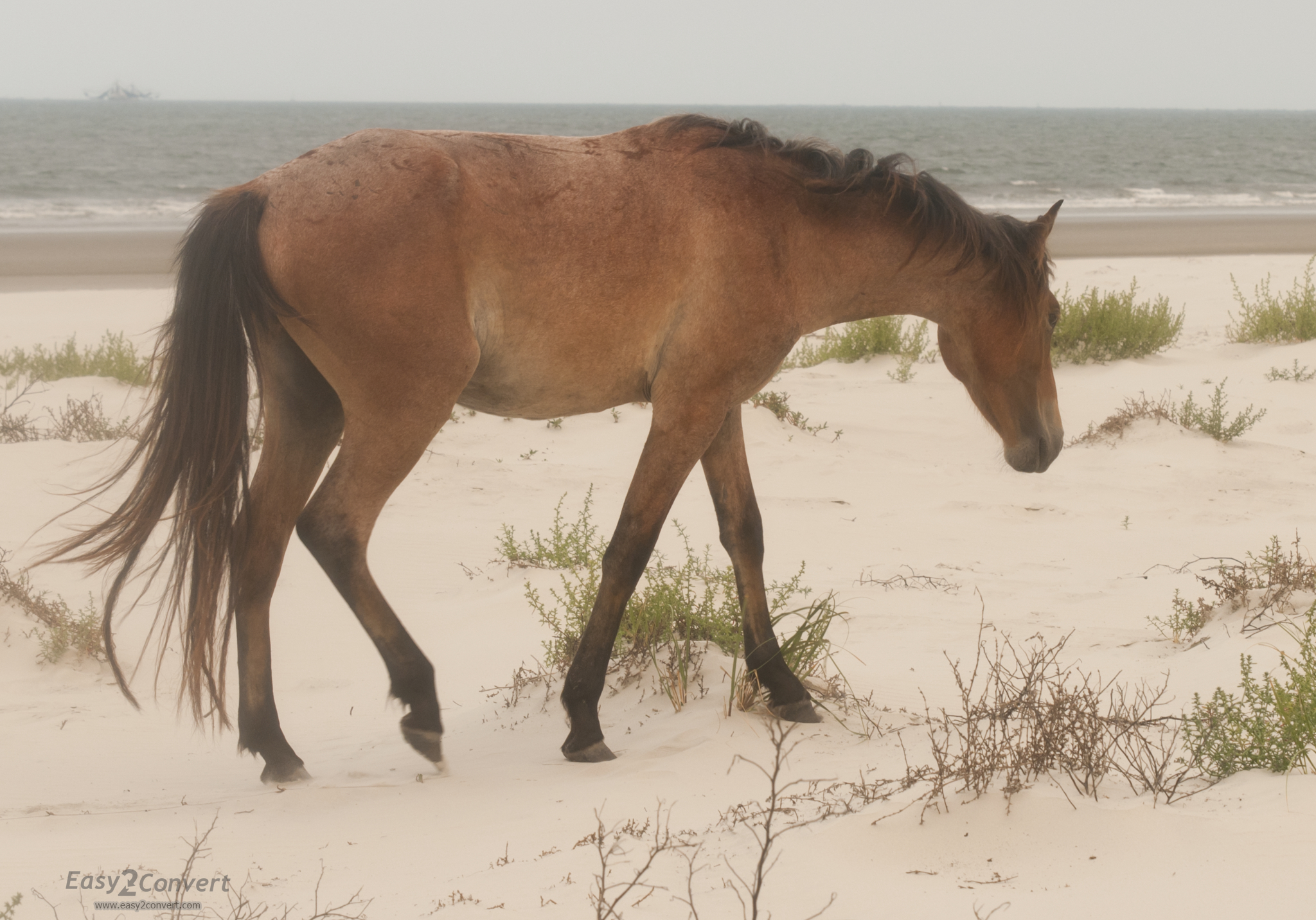
Một con ngựa đực giống trên đảo

Ngựa đảo Cumberland là một nhóm gồm những con ngựa hoang sống trên đảo Cumberland ở bang Georgia. Một Huyền thoại phổ biến cho rằng những con ngựa đặt chân lên đảo vào một thời gian không xác định trong thế kỷ 16 với sự xuất hiện của những tên thực dân Tây Ban Nha. Tuy nhiên, không chắc rằng bất kỳ con ngựa còn lại của Tây Ban Nha sống sót, và nhiều khả năng dân số hiện nay từ ngựa đưa đến hòn đảo này vào thế kỷ thứ 18 bởi người Anh.
Đảo Cumberland đã trở thành một phần của Bờ biển Quốc gia Đảo Cumberland vào năm 1972, khi Công viên Quốc gia (NPS) đã trực tiếp quản lý. Những con ngựa tương tự như các nhóm ngựa sống trên các đảo như ngựa hoang Chincoteague và Assateague. Có ước tính là dân số chúng từ khoảng 150 đến 200 con ngựa trên đang sống trên đảo. Ngựa ở trên đảo Cumberland có tuổi thọ tương đối ngắn, do nhiễm ký sinh trùng, sâu bệnh, dịch bệnh và môi trường khắc nghiệt của chúng. Năm 2000, một nghiên cứu về hành vi cho thấy sự bất ổn định trong việc lai tạp giữa các nhóm.

## Lịch sử
Loài ngựa thì không có nguồn gốc đảo Cumberland. Huyền thoại phổ biến đã được đưa đến hòn đảo của Tây Ban Nha vào thế kỷ thứ 16. Tuy nhiên, người ta tin rằng những con ngựa đầu tiên nhiều khả năng không sống được do thiếu các cuộc viếng thăm của người Tây Ban Nha và các dân Mỹ bản xứ địa phương trên đảo, tìm kiếm chúng ít được sử dụng thực tế. Vào thế kỷ 18, người Anh bắt đầu định cư trên hòn đảo Cumberland. Những con ngựa hiện diện ngày hôm nay có thể là con cháu của con ngựa được đưa ra đảo bởi những người định cư (có khả năng cao nhất), khi này là khi một phần lớn của những con ngựa bắt đầu tự do, thả rông và trở lại trạng thái tự nhiên của chúng, trở thành hoang dại.
Trong suốt thế kỷ 19, những nỗ lực đã được hiện thực để bắt giữ và tận dụng những con ngựa hoang này. Những nỗ lực đầu tiên đã được thực hiện bởi các chủ đồn điền đảo Robert Stafford, người cho phép khách vào để mua và bắt được những con ngựa đem về, mà Stafford gọi là "đầm lầy Tackies," để sử dụng cho mục đích cá nhân của họ. Những con ngựa đã nối tiếp nhau được sử dụng động vật như kỵ binh trong nội chiến Mỹ. Sau chiến tranh, hồ sơ đề nghị rằng những người từ Đảo Jekyll bắt giữ một số con ngựa phục vụ cho việc lấy thịt ngựa.
Khoảng năm 1881, Thomas M. Carnegie mua hai đồn điền trên đảo và du nhập ngựa Tennessee, Paso Finos, và ngựa Ả Rập vào miền hoang dã, để tăng dân số ngựa trong một nỗ lực để cải thiện hệ động vật. Carnegie đã nhận được một số lượng nhỏ của thu nhập từ việc mua và bán của các loài động vật. Sau này, nhiều cư dân đảo bắt đầu du nhập các giống bổ sung vào các đàn gia súc (đàn ngựa) trên đảo, đa dạng hóa hơn nữa các nhóm ngựa. Năm 1921, một số lượng lớn các con ngựa đã được đưa lên các hòn đảo từ Globe, Arizona, tất cả đều đã được cho chạy thả rông trên vùng đất chăn thả miền Tây. 

## Thực trạng
Công viên quốc gia (NPS) đã mua lại hòn đảo này vào năm 1972 và tuyên bố nó chính là Bờ biển Quốc gia Đảo Cumberland. Kể từ đó, vài con ngựa mới đã được du nhập đến đảo, mặc dù bốn con ngựa Ả Rập đã được du nhập vào đầu năm 1990 với hy vọng làm đa dạng hóa và nâng tổng dân số hiện tại. Từ năm 1981, các NPS đã được giám sát những con ngựa và theo dõi tác động của chúng đối với môi trường. Năm 1991, một đợt bùng phát bệnh viêm não ngựa ở miền đông giết chết khoảng 40 con ngựa, chiếm khoảng 18% tổng đàn. Dân số trên đảo Cumberland là một trong bảy đàn ngựa hoang trên hòn đảo rào cản của Hoa Kỳ.
Một đánh giá năm 2009 về tài nguyên của Bờ biển Quốc gia Đảo Cumberland được thực hiện bởi Hiệp hội Bảo tồn Vườn quốc gia (NPCA) ước tính có khoảng 200 con ngựa hoang dã trên đảo Cumberland. Tính đến năm 2010, có 121 con ngựa đã được đếm trên hòn đảo trong một điều tra dân số hàng năm. Tổng điều tra được tiến hành từ năm 2000 và 2010 đã được tính có từ 120 đến 154 con ngựa. Không phải tất cả những con ngựa được tính trong thời gian điều tra dân số, và quản lý ước tính rằng khoảng 50 con ngựa đang bị mất trong các phép tính mỗi năm, đưa tổng số 2010 lên khoảng 170 con ngựa. Tuổi thọ của con ngựa trên đảo Cumberland chỉ khoảng một nửa tổ tiên của chúng, do bị nhiễm ký sinh trùng và bệnh tật. Chúng cũng phải chịu các vấn đề tiêu hóa liên quan đến việc ăn phải một lượng lớn cát trong khi ăn đã gây ra tắc nghẽn đường ruột và đầy bụng. 

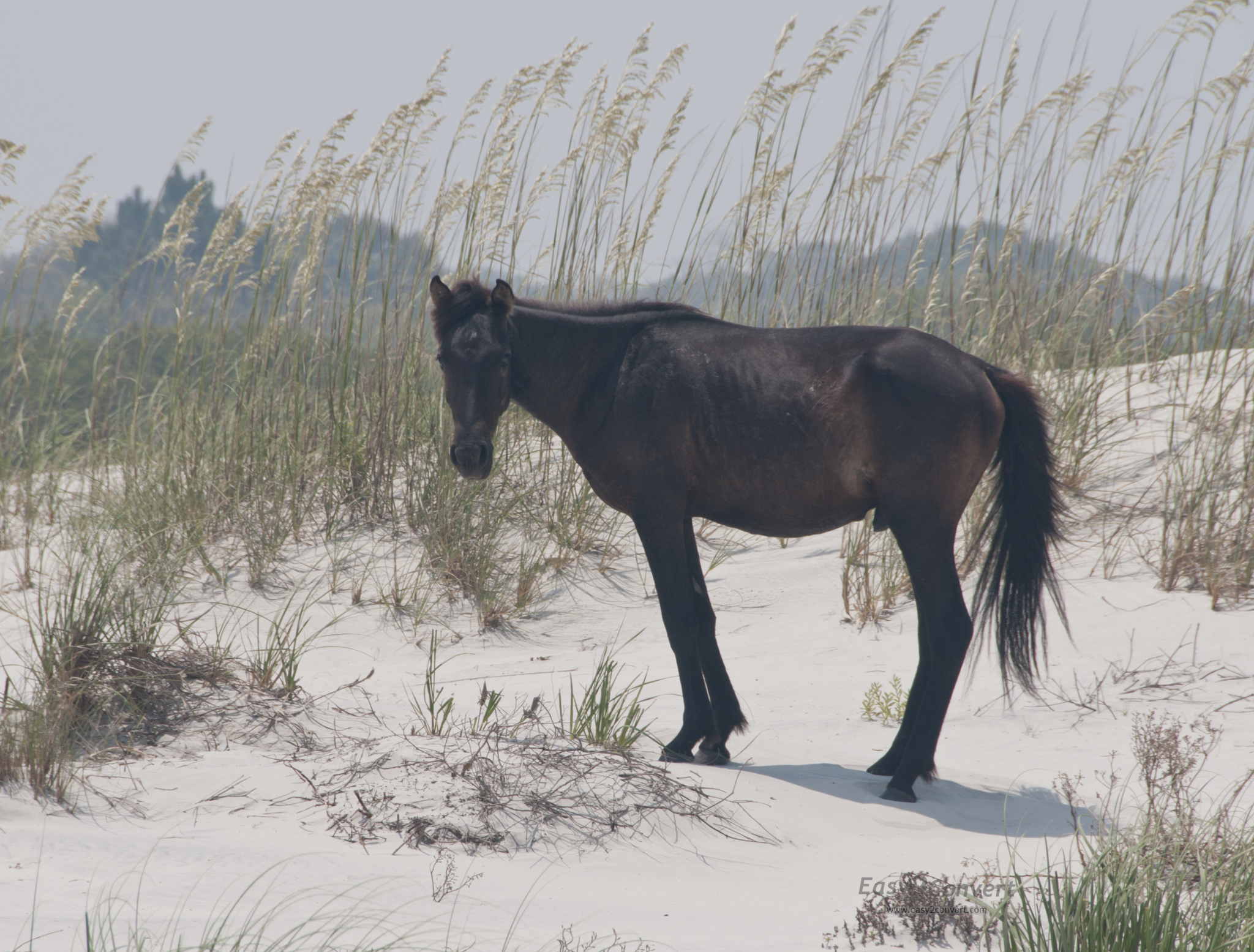
Chúng gặp các vấn đề về tiêu hóa liên quan đến việc ăn phải một lượng lớn cát khi ăn đã gây tắc nghẽn đường ruột và đầy bụng

Một nghiên cứu được xuất bản vào năm 2000 bởi các nhà nghiên cứu từ Đại học Georgia về cá và động vật hoang dã xem xét dữ liệu thu thập từ năm 1986 đến năm 1990 trong một nỗ lực để hiểu rõ hơn về động lực bầy đàn trên Đảo Cumberland. Nghiên cứu cho thấy rằng nhóm không ổn định ở mức cao, với ngựa cái thường không hình thành mối quan hệ chặt chẽ với nhau và thường được chuyển đổi mà con ngựa giống và ngựa chưa thành niên tẩu tán nhanh chóng. Các nhà nghiên cứu cho rằng, nguyên nhân do thiếu lãnh thổ với nhóm thường xuyên sinh sống tại các vùng chồng lấn, cùng với một số lượng lớn các ngựa giống độc thân (những con đực giống không có ngựa nái).
Họ cũng nhận thấy một số lượng lớn các ngựa giống đồng thủ lĩnh, nơi hai hay nhiều con đực giống sẽ dẫn đầu một nhóm với nhau, và chăn nuôi thay thế của ngựa cái của nhóm. Ngựa non sinh ra trên đảo Cumberland là ít có khả năng sống sót hơn so sánh ngựa con trong đàn ngựa hoang dã phía tây, với tỉ lệ sống 58,8-61,1% và 80% tương ứng. Điều này đã được tìm thấy là đặc biệt đúng ở động vật sinh ra sau ngày 01 tháng 6, đó là do nhiệt độ cao hơn, mức độ côn trùng cao hơn và giảm thức ăn sẵn có. Số lượng ngựa trong các Cumberland được so sánh với các nhóm phương Tây và những cá thể trên một số đảo phía đông. Tuy nhiên, ngựa Assateague và ngựa hoang đảo Shackleford, ngựa thường có các nhóm lớn hơn, với trung bình 8,1 và 12,3 ngựa mỗi nhóm tương ứng.

## Quản lý
Đàn đã được nghiên cứu theo định kỳ kể từ cuối những năm 1980, các nhà nghiên cứu đề xuất các chiến lược quản lý khác nhau tùy thuộc vào trọng tâm nghiên cứu của họ. Mức độ đàn hiện nay đã được chứng minh là có tác động tiêu cực về môi trường, và các nhà nghiên cứu tập trung vào các vấn đề môi trường đề nghị giảm nghiêm trọng về số lượng đàn. Các nhà nghiên cứu khác, nhìn vào sự biến đổi di truyền, nhà nước có một kích cỡ đàn gần như là lớn như hiện nay là cần thiết để tránh giao phối cận huyết, nhưng cũng nêu ra đàn ngựa này là không đủ độc đáo về mặt di truyền để đảm bảo việc bảo quản đặc biệt. Công viên quốc gia không có kế hoạch quản lý hiện nay cho những con ngựa, và một trong những nỗ lực của họ để tạo ra một đã bị chặn lại bởi Jack Kingston, một thành viên của Hạ viện Mỹ thuộc bang Georgia.
Một nghiên cứu được xuất bản lần đầu vào năm 1988 bởi một nhà nghiên cứu thuộc Phòng thí nghiệm quốc gia Oak Ridge chứng minh dân số lúc đó là hiện tại của 180 con ngựa đã qua chăn thả ở đảo. Các nhà nghiên cứu đề nghị giảm quy mô đàn gia súc từ 49 đến 73 cá thể động vật, trong đó cố tránh việc có kích thước tối đa mà hòn đảo này có thể hỗ trợ cung cấp thức ăn mà không có thiệt hại về môi trường. Nghiên cứu cho thấy những con ngựa đã làm giảm đáng kể lượng thực vật trên đảo, và giảm sản lượng cây trồng trong tương lai do việc chà đạp. Một nghiên cứu năm 1991 của biến thể di truyền trong đàn ngựa hoang về phía đông hòn đảo rào cản của Mỹ được thực hiện bởi các nhà nghiên cứu từ Đại học Georgia và Đại học Kentucky.
Nghiên cứu kết luận rằng một đàn 122 cá thể là kích thước đàn tối thiểu cần thiết để ngăn ngừa cận huyết. Các nhà nghiên cứu ghi nhận rằng họ đã nhìn vào kích thước đàn chỉ vì nó liên quan đến sự biến đổi di truyền, và không có thiệt hại về môi trường xem xét. Ngoài ra, nó đã được tìm thấy rằng do số lượng lớn máu được giới thiệu từ những con ngựa bên ngoài, những con ngựa đảo Cumberland là không độc đáo về mặt di truyền. Do điều này, và thiệt hại về môi trường đang diễn ra, có thể kết luận rằng những con ngựa đã gặp không phải là di truyền hay các yêu cầu về môi trường cho những con ngựa hoang trên đất công, và rằng đàn nên được giảm bớt hoặc loại bỏ hoàn toàn. Các nhà nghiên cứu thừa nhận, tuy nhiên, phân tích của họ không có "yếu tố lịch sử và văn hóa địa phương" vào xem xét, chỉ môi trường và di truyền.
Năm 1995, NPS bắt đầu quá trình phát triển một kế hoạch quản lý cho con ngựa đảo Cumberland. Sau khi tổng hợp thông tin, họ phát hành một dự thảo đánh giá môi trường vào đầu năm 1996 và bắt đầu lấy ý kiến công chúng về một kế hoạch quản lý tiềm năng. Ý kiến công chúng đã bị chia rẽ lớn, với các nhà môi trường phê duyệt kế hoạch quản lý, trong đó sẽ có khả năng dẫn đến việc giảm hoặc nhà hoạt động loại bỏ các bầy đàn, và động vật quyền và cư dân đảo phản đối kế hoạch này.
Tuy nhiên, trước khi một kế hoạch có thể được thực hiện, đại diện Hoa Kỳ Jack Kingston bao gồm một điều khoản trong một trích dự luật liên bang ngăn chặn bất kỳ việc quản lý của những con ngựa. Lúc đầu, ông ta tuyên bố rằng cá nhân ông không thấy thiệt hại đáng kể tới hòn đảo này từ những con ngựa, và quy mô đàn gia súc đã giảm. Tuy nhiên, khi đặt vấn đề sau đó, ông đã từ chối mở rộng theo quan sát của ông về các thiệt hại đối với hòn đảo này.
Việc cung cấp hết hạn vào năm 1997, nhưng có hiệu quả tạm dừng đà hướng tới một kế hoạch quản lý công viên. Các nghiên cứu công bố năm 2000 đã đề xuất quản lý chiến lược làm giảm quần thể đàn để các kích cỡ với môi trường đề nghị thông qua một sự kết hợp của việc áp dụng đảo cho chủ sở hữu tư nhân và các biện pháp tránh thai. Các nhà nghiên cứu khuyến cáo rằng việc sử dụng biện pháp tránh thai được tập trung vào các thành viên ngựa nái của đàn, do số lượng cao của con đực giống độc thân.

## Ý kiến
Năm 2009, một nghiên cứu được tiến hành bởi các trường học Warnell Lâm nghiệp và Tài nguyên thiên nhiên tại Đại học Georgia để xác định ý kiến của công chúng về việc quản lý gia súc hoang dã (ngựa và lợn) trên đảo. Các nhà nghiên cứu phát hiện ra rằng 68% người truy cập tin những con ngựa đã làm tổn hại đến môi trường sống của hòn đảo, không có sự đồng thuận về một giải pháp cho vấn đề. Phần lớn du khách có xu hướng thích các phương pháp không gây chết người của việc quản lý dân số, như trái ngược với không quản lý hoặc thanh toán chúng hoàn toàn.
Vào thời điểm đó, quản lý công viên cảm thấy rằng mặc dù những con ngựa được phổ biến với khách du lịch, chúng cũng là phá hoại các hệ sinh thái bãi biển, bao gồm cả sự gia tăng xói mòn nơi những con ngựa đã ăn cỏ mà trước đây được ùn đống cát tại chỗ. Báo cáo NPCA 2009 nhấn mạnh tác động tiêu cực mà những con ngựa đã có trên môi trường hải đảo, và kết quả nghiên cứu xác nhận rằng từ 50 đến 70 cá thể động vật sẽ là một dân số thích hợp cho hòn đảo này vì quy mô của hòn đảo cũng không quá lớn.
Tuy nhiên, bản báo cáo này cũng ghi nhận những thách thức quản lý từ việc "đề nghị công chúng và chính trị cho động vật", nhưng nói rằng một kế hoạch quản lý là yêu cầu cần thiết, giải pháp tiềm năng được cung cấp bởi các NPCA bao gồm cả phương án sẽ xoá xổ đàn, nhốt một đàn giảm xuống một phần của hòn đảo, và sử dụng các biện pháp tránh thai để giảm số lượng đàn gia súc. Vào tháng 4 năm 2014, không có kế hoạch quản lý được công bố bởi các NPS, trong đó xem xét các bầy đàn "hoang dã, tự do khác nhau, và không được quản lý".